# Новосьолки (Кінгісеппський район)
Новосьолки (рос. Новосёлки) — присілок у Кінгісеппському районі Ленінградської області Російської Федерації.
Населення становить 10 осіб. Належить до муніципального утворення Опольєвське сільське поселення.

## Історія
Згідно із законом від 28 жовтня 2004 року № 81-оз належить до муніципального утворення Опольєвське сільське поселення.

## Населення
| 1838 | 1848 | 1857 | 1862 | 1882 | 1885 | 1899 |
| ---- | ---- | ---- | ---- | ---- | ---- | ---- |
| 120  | ↘116 | ↘92  | ↗95  | →95  | ↘92  | ↘90  |
| 1997 | 2007 | 2010 | 2017 |      |      |      |
| ↘10  | ↗11  | ↘8   | ↗10  |      |      |      |